# Seinche
La seinche est une ancienne méthode de pêche traditionnelle du thon sur le littoral de Provence (France). 
Par cette technique, plusieurs bateaux posaient des filets fixes autour du banc de thons, de manière à les encercler. Puis les thons étaient rassemblés dans un cercle plus petit (le corpou) afin d'être tués.
Le village de Carro (près de Marseille) était réputé pour sa pratique de la seinche.